# Центральний банк Куби
Центральний банк Куби (ісп. Banco Central de Cuba) — центральний банк Республіки Куба.

## Історія
З 1934 по 1949 рік банкноти випускав уряд Куби. Законом від 13 грудня 1948 року було створено Національний банк Куби, який розпочав операції та емісію банкнот 27 квітня 1950 року.
Після революції 1959 року розпочалося реформування банківської системи країни, у 1960-1961 роках урядом Ф. Кастро було здійснено націоналізацію банків, і було створено єдиний державний Національний банк (Banco Nacional de Cuba).
28 травня 1997 року було ухвалено закон № 172, відповідно до якого Національний банк було реорганізовано в Центральний банк Куби.

## Президенти
Президенти Національного банку Куби та Центрального банку Куби.
- Феліпе Пазос, 1950 — квітень 1952.
- Хоакін Мартінес Саєнс, квітень 1952—1958 рр.
- Феліпе Пазос, січень 1959 р. — листопад 1959 р.
- Че Гевара, 26 листопада 1959—1961.
- Рауль Сеперо Бонілья, 1961—1962 роки.
- Орландо Перес Родрігес, 1962—1973 роки.
- Рауль Леон Торрас, 1973—1985 роки.
- Ектор Родрігес Льомпарт, 1985—1995 роки.
- Франсіско Оберон Вальдес, 1995—2009 роки.
- Ернесто Медіна Вільявейран, 2009—2017 роки.
- Ірма Маргарита Мартінес Кастрільйон, 2017—2020
- Марта Сабіна Вілсон Гонсалес, з 31 січня 2020 року.